# Polypedilum arua
Polypedilum arua är en tvåvingeart som beskrevs av Bidawid 1996. Polypedilum arua ingår i släktet Polypedilum och familjen fjädermyggor. Inga underarter finns listade i Catalogue of Life.